# Martine Oppliger
Pour les articles homonymes, voir Oppliger.
Martine Oppliger (née Bouchonneau divorcée Pajot ; née le 19 octobre 1957 à Cholet) est une athlète franco-suisse, spécialiste des courses de fond et de demi-fond.

## Biographie
Elle est sacrée championne de France du 3 000 mètres en 1982, championne de France en salle du 1 500 mètres en 1979 et championne de France de cross en 1980.
Elle détient le record de France du 10 000 mètres de 1982 à 1986 avec son temps de 33 min 42 s 5.
Elle participe sous les couleurs de la Suisse aux Jeux olympiques de 1988 à Séoul où elle s'incline dès les séries du 10 000 mètres. Elle est également finaliste (11e) du 10 000 mètres lors des championnats du monde 1987 en 32 min 7 s.